# Byss
Byss er en fiktiv planet fra Star Wars-galaksen. Den ligger i det område kaldet The Deep Core. 
Den har en sol, der hedder Beshqek og fem måner med ukendt navn. Der bor 19,7 milliarder de er alle immigrerede arter da der er ingen arter, der har Byss som hjemplanet. De immigrerede arter er: Mennesker, Pau'ans, Gamorreans og Toydarians. De største importvarer er våben, teknologi og fødevarer. Den har ingen eksport. Den har en diameter på 21,600 km. Byss har drejet rundt om sig selv på 31 standard timer. Planetens år er 207 standard dage. Den har standard tyngdekraft og atmosfæren er til at trække vejret i og klimaet er temparet. Terranet er for det meste søer, sletter og by udbredelsesområder. Den ligger tæt ved centrum af Galaksen og blev opdaget 45 år BBY (Before the Battle of Yavin – Episode IV) og blev optaget i Den Galaktiske Republik. 